# Rionegro del Puente (kommun i Spanien)
Rionegro del Puente är en kommun i Spanien.   Den ligger i provinsen Provincia de Zamora och regionen Kastilien och Leon, i den nordvästra delen av landet, 270 km nordväst om huvudstaden Madrid. Antalet invånare är 319.